# Valeriana jelenevskyi
Valeriana jelenevskyi är en kaprifolväxtart som beskrevs av P. Smirn. Valeriana jelenevskyi ingår i släktet vänderötter, och familjen kaprifolväxter. Inga underarter finns listade i Catalogue of Life.